# Shin Dal-ja

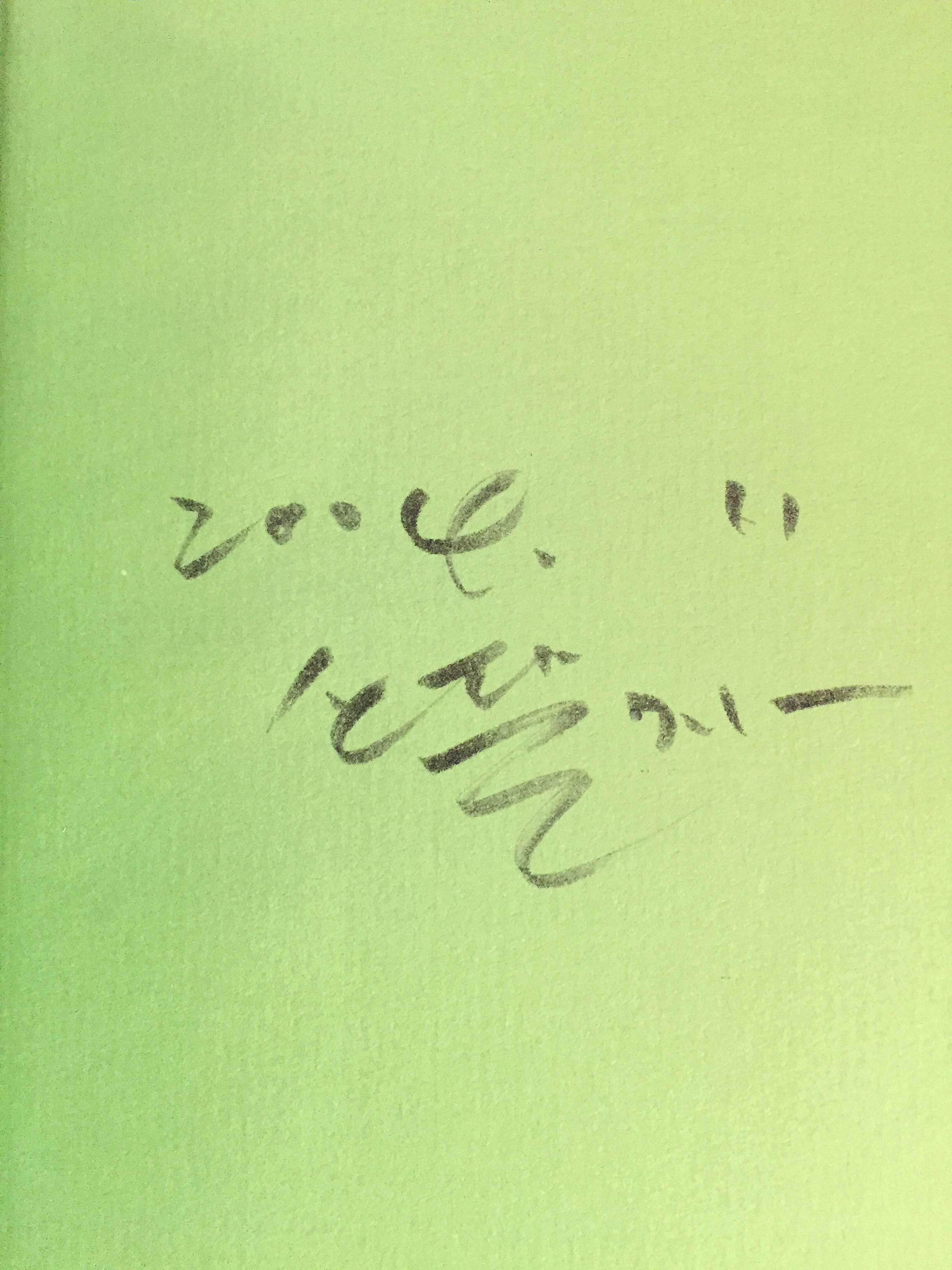
Signatures de Shin Dal-ja, poète coréen.

Shin Dal-ja (en hangeul : 신달자), née le 25 décembre 1943 à Gochang dans la province du Jeollabuk-do, est une poétesse et professeure sud-coréenne.

## Biographie
Née le 25 décembre 1943 à Gochang dans la province du Jeollabuk-do en Corée du Sud, elle suit ses études secondaires au lycée de Busan. Elle obtient un doctorat en langue et littérature coréennes en 1992 à l'université des femmes Sookmyung. De 1997 à 2012, elle enseigne à l'université Myeongji en écriture créative. Depuis 2012, elle dirige une section à l'Institut coréen de traduction littéraire (LTI of Korea) tout en étant présidente de l'Association des poètes coréens (한국시인협회). 
Elle fait ses débuts littéraires en 1964 avec son recueil de poésies La nuit des illusions (Hwansang-ui bam). En 1972, sur la recommandation du poète Bak Mok-weol, elle publie ses poèmes Pied (Bal) et Première voix (Cheo-eum moksori) dans la revue Littérature contemporaine (Hyundae Munhak). Parmi ses recueils de poésies connus, on trouve Une lettre d'offrande (Bongheon munja), Festival d'hiver (Gyeo-ul chukje), Chambre contradictoire (Mosunui bang), La cantique des cantiques (Aga), et Amoureux candide (Baekchi ae-in). En 2004, elle publie une anthologie de ses poèmes intitulée Je vous ai enfin  rencontrés (Ijeya neohireul mannatda). 
En 2004, elle remporte le Prix de l'Association des poètes coréens pour Je vous ai enfin rencontrés.